# Thamniopsis incurva
Thamniopsis incurva là một loài rêu trong họ Pilotrichaceae. Loài này được (Hornsch.) W.R. Buck mô tả khoa học đầu tiên năm 1987.